# UAnimals
UAnimals ist eine ukrainische humanistische Bewegung, die für Tierrechte kämpft.

## Geschichte
Die Tierschutzinitiative wurde 2016 vom gesellschaftlichen Aktivisten Oleksandr Todortschuk gegründet. Die Tätigkeit von UAnimals fing mit groß angelegtem Kampf gegen Ausbeutung der Tiere in Zirkussen an. Der Organisation ist es gelungen, vom Internationalen Zirkusfestival in Odessa einen Verzicht auf Ausbeutung von Tiere und Verbot der beweglichen Zirkusse mit Tieren in Kiew, Dnipro, Ternopil und anderen Städten zu erlangen. Derzeit wird für ein gesetzliches Verbot in der ganzen Ukraine gekämpft.
Am 15. Oktober 2017 fand dank der Initiative von UAnimals zum ersten Mal der Ukrainische Marsch für Tierrechte statt. Das Ereignis wurde gleichzeitig in 17 Städten der Ukraine durchgeführt, einschließlich in Kiew, Lwiw, Iwano-Frankiwsk, Odessa, Dnipro und Mariupol. Laut Auskunft von Medien haben den Marsch in Kiew über 5000 Menschen besucht. Auf diese Weise wurde die Aktion zum größten Tierschutzereignis in Osteuropa. Seitdem findet der Marsch alljährlich statt und vereint die Menschen in allen Oblastzentren der Ukraine, öffentliche Persönlichkeiten und Stars. Den Marsch haben viele ukrainische Musiker und Sportler unterstützt: Jamala, ONUKA, Vivienne Mort, Jana Klotschkowa und andere. 2018 nahmen daran in Lwiw ca. 700 Menschen teil, in Dnipro – ca. 500.
Seit 2017 hat die Bewegung mit aktiver Propaganda für Verzicht auf Pelz begonnen. Als Ergebnis der Verhandlungen von UAnimals mit ukrainischen Kleidungsmarken haben einige Dutzend der Designer von Ukrainian Fashion Week sich verpflichtet, in ihren Kollektionen keinen Pelz zu benutzen, unter denen: Andre TAN, BEVZA, ELENAREVA, Ksenia Schnaider, PRZHONSKAYA, Nadya Dzyak, Yana Chervinska und andere.
Dank der Initiative von UAnimals im Jahr 2019 wurde zum ersten Mal auf Ukrainisch das Buch von Peter Singer „Befreiung der Tiere“ veröffentlicht, das die Grundlagen zu dem weltweiten Tierschutz gelegt hat.
Außerdem kämpft UAnimals für das Verbot der Delphinarien und Experimenten mit Tieren, veröffentlicht Bücher und organisiert die Bildungsveranstaltungen.

## Internationale Vertretung
Die humanistische Bewegung UAnimals ist Mitglied bei folgenden internationalen Organisationen:
- Seit 2018 – Fur Free Alliance[9];
- Seit 2019 – International Anti-Fur Coalition[10].